# War Memorial Opera House
La War Memorial Opera House de San Francisco (Estados Unidos) es un edificio situado en el lado oeste de la Van Ness Avenue, frente a la fachada trasera del Ayuntamiento de San Francisco. Forma parte del San Francisco War Memorial and Performing Arts Center y ha sido la sede de la Ópera de San Francisco desde su inauguración en 1932.
Fue uno de los lugares donde se desarrolló la Conferencia de San Francisco en abril de 1945, en la que se creó la Organización de las Naciones Unidas (ONU), inspirada por el presidente Franklin D. Roosevelt tras la Segunda Guerra Mundial para sustituir a la anterior Sociedad de las Naciones, creada por el Tratado de Versalles tras el final de la Primera Guerra Mundial.

## Arquitectura
En 1927, se emitieron 4 millones de dólares en bonos municipales para financiar el diseño y la construcción del que sería el primer teatro de ópera de propiedad municipal de los Estados Unidos. Los arquitectos del edificio fueron Arthur Brown Jr., que también había construido el Ayuntamiento de San Francisco entre 1912 y 1916, y G. Albert Lansburgh, un diseñador de teatros responsable del Orpheum Theatre de San Francisco y del Shrine Auditorium de Los Ángeles.
Completado en 1932, fue uno de los últimos edificios de estilo Beaux Arts/neoclásico construidos en los Estados Unidos. Usa el orden dórico de manera contenida y sobria, apropiada para su función pues conmemora a todos los que sirvieron en la Primera Guerra Mundial (1914-1918). La primera planta se caracteriza por una columnata compuesta por columnas geminadas que esconde colosales ventanas arqueadas, mientras que la planta baja está revestida con almohadillado rústico. Este diseño está inspirado en la severa Columnata del Louvre de Claude Perrault.

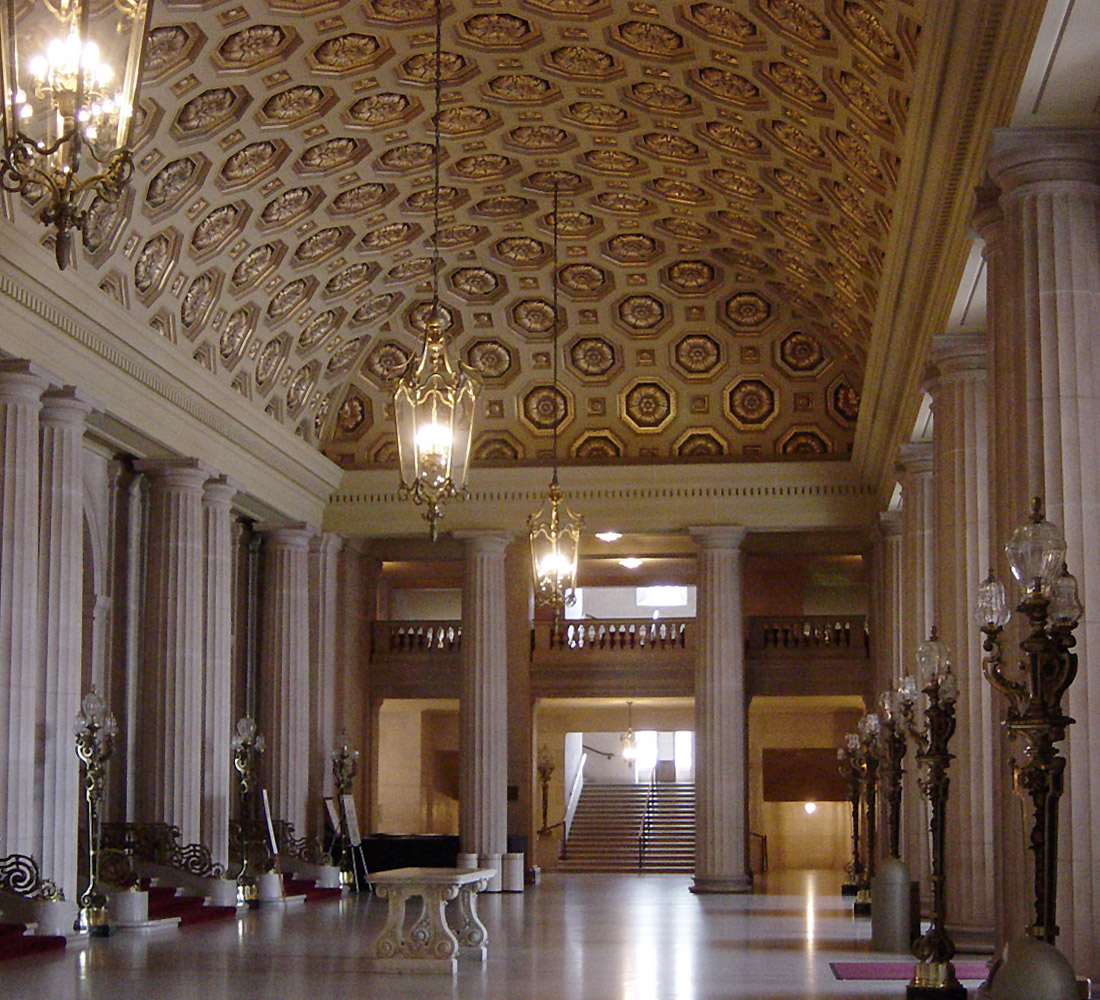
El vestíbulo tiene escaleras con miradores en cada extremo y entradas a la planta principal a la izquierda.

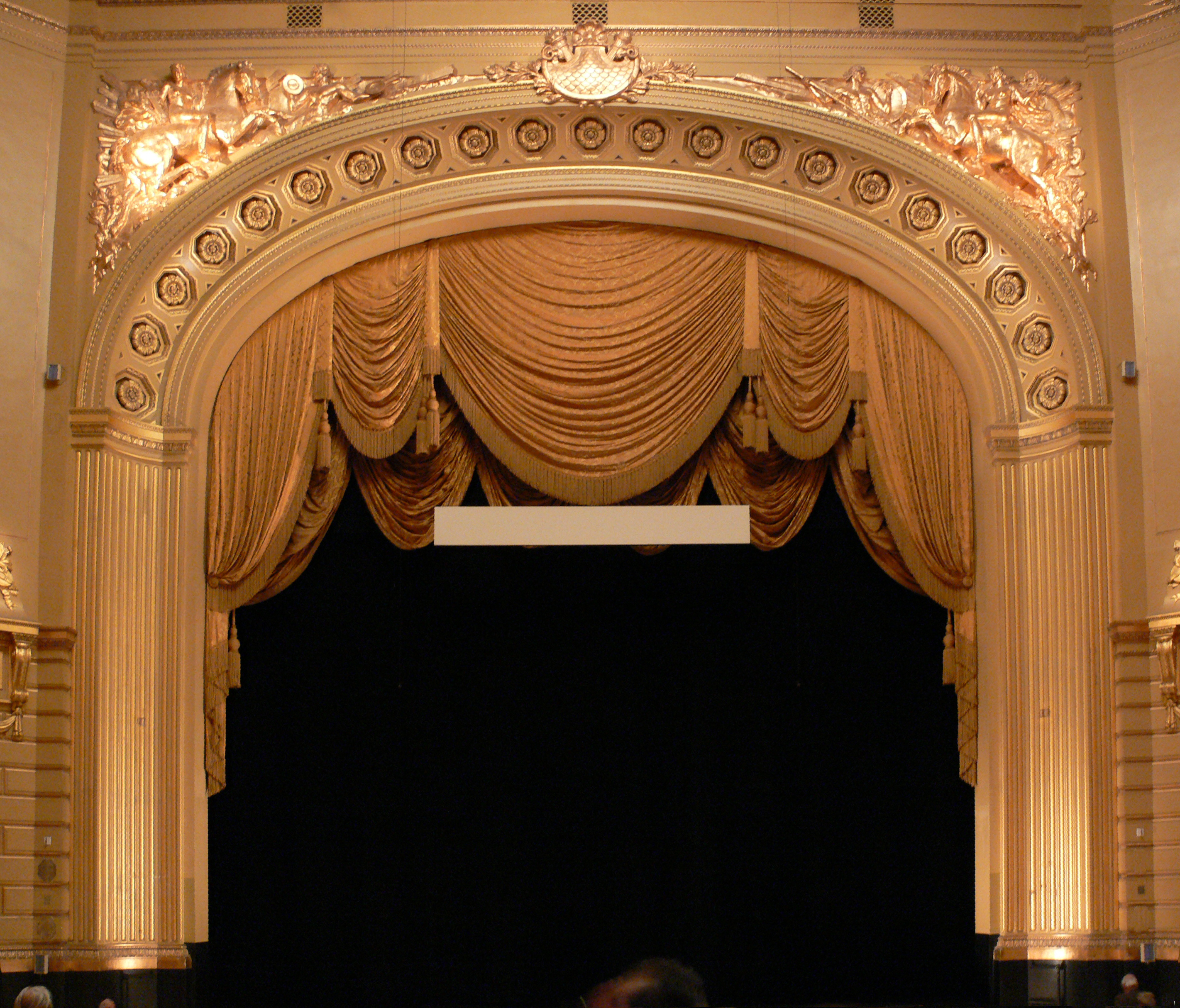
El escenario y el proscenio.

En el interior destaca el grandioso vestíbulo de entrada, que tiene un alto techo abovedado casetonado. Se puede contemplar esta estancia desde los descansillos de las escaleras que hay en cada extremo. El espacio del teatro está dominado por una gran lámpara de araña de aluminio y cristal situada bajo una bóveda azul. El arco del proscenio está decorado con esculturas figurativas doradas. El teatro tiene 3146 asientos y capacidad para 200 personas más de pie detrás de la orquesta y el palco. Es más pequeño que la Metropolitan Opera House (3800 asientos) y la Chicago Lyric Opera (3500 asientos), pero sigue la tendencia de los teatros de ópera estadounidenses de mayor capacidad que las óperas europeas más importantes del siglo XIX, como la Ópera Garnier de París (2200), la Royal Opera House de Londres (2268), la Ópera Estatal de Viena (2280) y La Scala de Milán (2030).

## Historia
La Orquesta Sinfónica de San Francisco realizó la mayor parte de sus conciertos en este edificio, desde 1932 hasta 1980. RCA Victor grabó aquí a la orquesta desde 1941 hasta 1952, bajo la dirección de Pierre Monteux, y en una sesión estereofónica especial en enero de 1960. La orquesta también hizo algunas grabaciones para RCA con Enrique Jorda en 1957 y 1958. En los últimos años, la orquesta ha usado una concha acústica especial colocada alrededor de los músicos, que mejora considerablemente la acústica en los conciertos. El último concierto de la orquesta en el edificio fue un concierto de Beethoven, dirigido por Leonard Slatkin en junio de 1980.
Tras la emboscada japonesa y el ataque a Pearl Harbor, que supuso la entrada de los Estados Unidos en la Segunda Guerra Mundial en diciembre de 1941, las actuaciones eran monitorizadas por guardias antiaéreos. En primavera de 1945, se realizó aquí la primera asamblea de la Conferencia de San Francisco, fruto de la cual se creó la Organización de las Naciones Unidas. La Carta de las Naciones Unidas fue redactada y firmada posteriormente en el Herbst Theatre, situado al lado. Seis años más tarde, en 1951, también se redactó y se firmó en este edificio y en el Herbst Theatre el Tratado de San Francisco, que sellaba la paz con Japón.
Durante los años en los que fue director general Kurt Herbert Adler, las carencias del edificio se hicieron evidentes al ampliarse la temporada. En particular, no había oficinas ni espacio para ensayos. En 1974, The Pointer Sisters fue el primer grupo pop que actuó en el teatro. En 1979 se amplió el backstage, y en 1981 se inauguró una nueva ala construida en el lado de Franklin Street del edificio, que proporcionó espacio para materiales, preparadores y bailarines así como más espacio administrativo. Al mismo tiempo, se inauguró el cercano Zellerbach Rehearsal Hall, parte de un complejo que incluía al Louise M. Davies Symphony Hall, que tiene un escenario del mismo tamaño que el de la War Memorial Opera House.

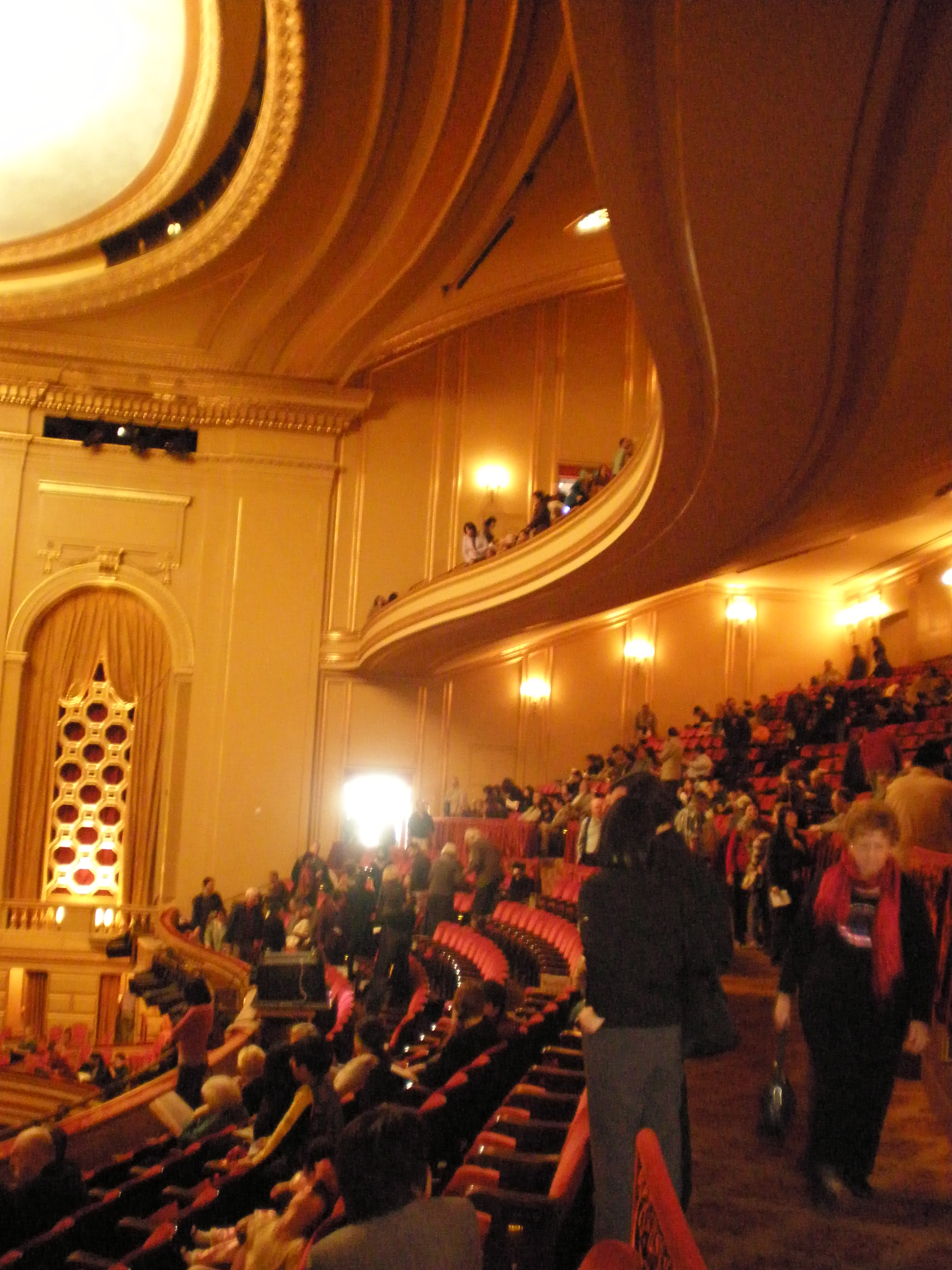
El auditorio y palco de la War Memorial Opera House.

En 1989, el intenso Terremoto de Loma Prieta, que sacudió la Bay Area, causó daños importantes al edificio. En 1992 se contrató al estudio de arquitectura Skidmore, Owings & Merrill y a la consultora teatral Auerbach and Associates para que dirigieran la renovación del edificio y construyeran un refuerzo antisísmico. En este momento también se realizaron donaciones privadas para llevar a cabo mejoras técnicas, entre las que estuvieron:
- Un sistema de iluminación de última generación, que en su momento fue uno de los sistemas más grandes y sofisticados del mundo.
- La sustitución de las salas para un órgano que nunca se instaló con baños modernos, muy necesarios desde la inauguración del edificio. El órgano no se necesita debido a la construcción del cercano Davies Symphony Hall.
- Una extensión subterránea debajo de la plaza vecina para alojar más vestidores e instalaciones de backstage.